# Ramona Fradon
Ramona Fradon (2 de octubre de 1926-24 de febrero de 2024) fue una dibujante de historietas estadounidense conocida por su trabajo dibujando a personajes como Aquaman y Brenda Starr, y cocreadora del superhéroe Metamorfo. Su carrera comenzó en 1950.

## Primeros años
Fradon nació en Chicago y junto a su familia se mudó a New York cuando tenía cinco años. Creció en el Condado de Westchester en los suburbios de la ciudad de New York City. Su padre, Peter Dom, fue un conocido letrista y diseñador de logos que trabajó para Elizabeth Arden, Camel y Lord & Taylor. Fradon además tenía un hermano mayor y un tío también letristas. Su hermano, Jay, trabajaba como técnico en el extranjero para la fuerza aérea. Su madre, Irma, enfermó y murió en 1952. A pesar de que nunca había leído revistas de historietas de joven, si le gustaban las tiras de periódicos. Su padre la alentó para que tomara clases en la escuela de arte y diseño Parsons, pero al no sentirse a gusto allí al año cambió al Art Students League of New York.

## Carrera
Apenas graduada Fradon quiso trabajar en el humor gráfico para poder juntar dinero. Su esposo, quien trabajaba como humorista gráfico de la revista New Yorker, la animó a dedicarse a dibujar historietas ya que se ganaba más dinero. El letrista de historietas George Ward, amigo de su esposo, le pidió ejemplos de su arte para presentar en ofertas de trabajo. Así consiguió su primer asignación dibujando dos historias de "Shining Knight" en DC Comics, e inmediatamente comenzó su primer trabajo regular con las historias protagonizadas por Aquaman en Adventure Comics Esta etapa incluyó una renovación del personaje en la Edad de plata de las historietas en Adventure Comics 260 (mayo de 1959). Además, ella y el escritor Robert Bernstein crearon al personaje Aqualad en Adventure Comics 269 (febrero de 1960). Su etapa dibujando Aquaman duró diez años. Tras un período en que dejó de trabajar debido al nacimiento de su hija, a su regreso le asignarían trabajar en un nuevo personaje junto al guionista Bob Haney: Metamorfo. En esa época Fradon y Haney también se encargaron de una historia protagonizada por Batman y Green Lantern en The Brave and the Bold 59 (abril/mayo de 1965), siendo la primera vez que en esa serie se presentaba una historia de Batman formando equipo con otro héroe DC. En 1965 se retira para poder dedicarse a la crianza de su hija. 

En 1973 es convocada por Roy Thomas para trabajar en Marvel Comics, pero abandonó al poco tiempo: realizó un número de Fantastic Four y el nunca publicado quinto número deThe Cat. Al respecto Fradon comentó: 
"Ante todo estaba muy oxidada. Y estaba muy confundida por no dibujar [The Cat número 5] en base a un guion. Ellos me dieron un párrafo y me dijeron que dibujara una historia de 17 páginas. De ninguna forma creo que haya hecho mi mejor trabajo. Creo que tuve un guion para los Cuatro Fantásticos pero me parece que no estuvieron satisfechos con lo que hice. Entonces volví a DC y comencé a hacer [House of] Mystery junto a Joe Orlando. Realmente me divertí mucho haciendo eso. Creo que se adaptaba a mi estilo."
Ese mismo año regresó a DC Comics y se encargó de historias cortas esporádicas en series como "House of Secrets" o "House of Mystery", para más tarde dibujar regularmente el relanzamiento de la serie "Plastic Man" y los primeros números de "Freedom Fighters". En 1977 comienza una larga etapa en la serie "Super Friends" entre los números 3 y 41, tras la cual puso fin a su carrera en DC Comics en el año 1981.
En 1980, al retirarse Dale Messick dejó de dibujar la tira de periódico Brenda Starr, Reporter y Fradon pasó a ser la artista encargada hasta su propio retiro en 1995.

Sintiéndose un "pez fuera del agua" en el campo de superhéroes dominado por los hombres, en una entrevista que le hicieron en 1988 reflexionó sobre su estilo:
Trina Robbins observó que muchas mujeres tendían a tener un estilo mas abierto, usando menos sombras y trabajar con patrones abiertos más grandes. Creo que probablemente sea cierto, al menos yo siempre lo hice (trabajar en ese estilo). Pensaba que era un gran defecto mío el no poder emular el estilo de reproducción fotográfica. Cuando leí que esta parecía ser una característica de las mujeres caricaturistas me hizo sentir un poco mejor al respecto... Algo que siempre me llamó la atención es ver el tipo de pesadez y fealdad en la mayoría del arte de historietas. No hay mucho de agradable en eso. Es la tradición y no creo que tenga nada que ver con los artistas en particular. Es simplemente la tradición... el aspecto. Eso siempre me preocupó.

## Metamorfo
Basado en una idea del editor de DC Comics George Kashdan y cocreado por Bob Haney y Fradon, el personaje Metamorfo apareció por primera vez en los números 57 y 58 de The Brave and the Bold en enero y marzo de 1965 antes de encabezar una serie propia de 17 números desde agosto de 1965 a marzo de 1968. El concepto ideado por Kashdan era el de un personaje formado por cuatro elementos que podía cambiar en diferentes componentes químicos. Haney dio forma a la idea con protagonistas "deliciosamente exagerados". Kashdan, Haney y Fradon trabajaron juntos para crear el aspecto de Metamorfo:
"No era el superhéroe típico por lo que las capas y máscaras no le quedaban. Probé mucho y finalmente decidí que, dado que siempre estaba cambiando su forma, la ropa se interpondría en su camino. Así que lo dibujé en mallas, con un cuerpo formado por cuatro colores y texturas diferentes que se suponía que indicaban los cuatro elementos".
Fradon disfrutó su colaboración con Haney porque "sus historias disparatadas me daban ideas acerca de cómo los personajes se debían ver y actuar, y mis dibujos disparatados le daban ideas a él". Metamorfo permitió a Fradon utilizar un estilo de dibujo exagerado que le sentaba mejor que el enfoque tradicional para el aspecto de los superhéroes. 

Fradon creó Metamorpho junto al guionista Bob Haney. Ella dibujó al personaje en las apariciones de prueba en el título The Brave and the Bold y en los cuatro primeros números de la serie propia, volviendo para diseñar otras tapas para ese título. Tiempo después comentó que 
"Creo que [el escritor Bob Haney y yo] sentíamos que Metamorpho era nuestro bebé. Nunca tuve una experiencia como la que tuve trabajando con Bob Haney en Metamorpho. Fue como si nuestras mentes estuvieran en sintonía... fue una de esas maravillosas colaboraciones que no pasan muy seguido."

## Retiro
Ya retirada, Fradon continuó trabajando en historietas. Para la editorial Spongebob Comics, Fradon contribuyó en historias de Mermaidman gracias al trabajo que hizo con Aquaman.
Regresó a DC Comics para unos trabajos esporádicos. En 1989 colaboró con una página para "Wonder Woman Annual 2", un número realizado solo por mujeres. En 2000 escribió una historia corta describiendo los poderes de Metamorfo en "Silver Age Secret Files & Origins" y en 2002 su último trabajo en la editorial fue una historia de 8 páginas en "Just Imagine Stan Lee Creating Aquaman".
En 2010 dibujó la novela gráfica The Adventures of Unemployed Man. En 2012 se publicó The Dinosaur That Got Tired of Being Extinct escrito y dibujado por Fradon en la época en que estuvo retirada por la crianza de su hija.
En 2014 Dynamite Entertainment publica The Art of Ramona Fradon, una retrospectiva de su carrera mediante una entrevista llevada a cabo por Howard Chaykin.
Además escribió The Gnostic Faustus: The Secret Teachings behind the Classic Text, un estudio sobre el mito de Fausto, publicado en 2007 por Inner Traditions.

## Familia
Ramona conoció a Dana Fradon mientras estudiaba en el Art Students League of New York. Ambos se casarían en 1948 al finalizar sus estudios En 1960 nace su hija Amy y entre 1965 y 1972 Fradon dejó de trabajar como dibujante para poder dedicarse por completo a ella. En el año 1977 volvió a la Universidad de Nueva York donde estudió psicología y religiones antiguas, donde se recibió a fines de la década de 1980. En 1982 Ramona y Dana se divorciaron.

## Premios
Fradon fue incluida en la lista del salón de la fama de los Premios Eisner en 2006.

### Angry Isis Press
- Choices número 1 (1990)

### Archie Comics
- Sonic the Hedgehog 6número 8 (1999)

### Bongo Comics
- Simpsons Super Spectacular (Radioactive Man) número 5 (2007)
- SpongeBob Comics (Mermaid Man) número 3 (2011)
- SpongeBob Comics Annual (Mermaid Man) número 1 (2013)

### DC Comics
- 1st Issue Special 3 (Metamorpho) (1975)
- Adventure Comics números 165 y 166 (Shining Knight); número 167, 168, 170 al 206, 208 al 280, 282 (Aquaman) (1951 a 1961)
- The Amazing World of DC Comics número 10 (1976)
- The Brave and the Bold número 55 (los Hombres de Metal y Átomo); 57 y 58 (Metamorfo); 59 (Batman y Linterna Verde) (1964–1965)
- Detective Comics número 170 (Roy Raymond) (1951)
- Freedom Fighters números 3 al 6 (1976 / 1977)
- Gang Busters números 10, 21, 25, 28, 30 y 58 (1949 a 1957)
- House of Mystery números 23, 42, 48, 56, 223, 230, 232, 235, 239, 251, 273 y 275 (1954 a 1979)
- House of Secrets números 116, 118, 121 y  136 (1974–1975)
- Just Imagine... Stan Lee With Scott McDaniel Creating Aquaman (2002)
- Metamorpho números 1 al 4 (1965 / 1966)
- Mr. District Attorney números 20, 21 y 32 (1951–1953)
- Plastic Man 11 al 20 (1976 / 1977)
- Plop! número 8 (1974)
- Secrets of Haunted House números 3, 14 y  23 (1975 a 1980)
- Secrets of Sinister House número 17 (1974)
- Showcase número 30 (Aquaman) (1961)
- Silver Age Secret Files número 1 (2000)
- Star Spangled War Stories números 3, 4, 8, 16 y 184 (1952 a 1975)
- Super Friends números 3 al 17, 19, 21 al 31, 33, 34, 36 al 41 (1977–1981)
- Western Comics números 23, 38, 40 al 42 (1951–1953)
- Wonder Woman Annual número 2 (1989)
- World's Finest Comics números 127 al 133, 135, 137 y 139 (historias de Aquaman) (1962 al 1964)

### Marvel Comics
- Crazy Magazine número 66 (1980)
- Fantastic Four número 133 (1973)
- Girl Comics número 2 (2010)

### Nemo Publishing
- Sea Ghost número 1 (2010)

### Nickelodeon
- Nick Mag Presents (Mermaid Man and Barnacle Boy) (2003)

## Lectura recomendada
- The Art of Ramona Fradon (febrero de 2014), Dynamite Entertainment, 144 páginas, ISBN 978-1606901403
- Career Retrospective, Gold & Silver: Overstreet's Comic Book Quarterly número 6 (diciembre de 1994). páginas 114. Overstreet Publications.
- Interview, Comics Forum número 20 (otoño de 1999), páginas 17 a 22. Comics Creators Guild.